# 풍랑궁

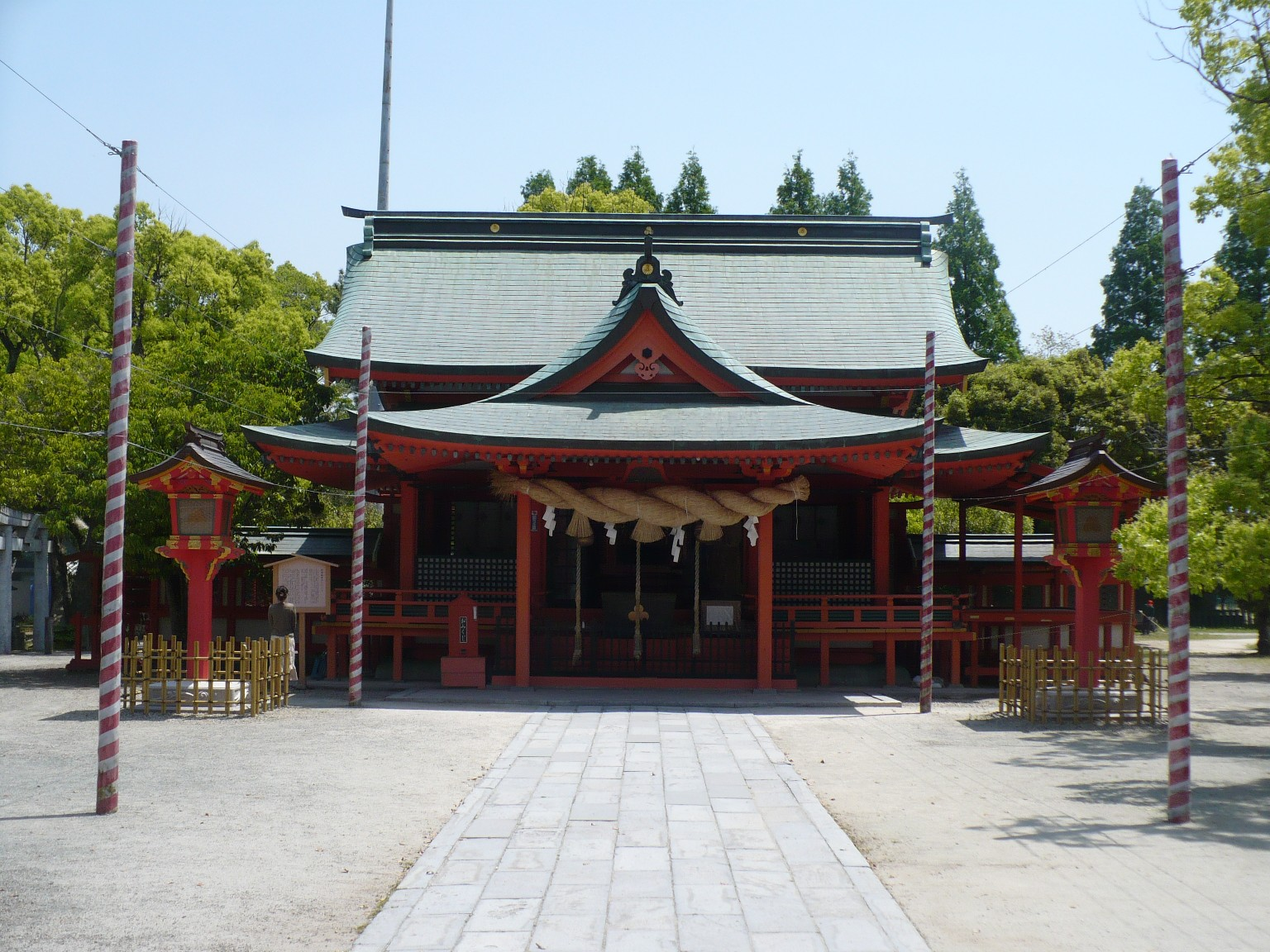
풍랑궁

풍랑궁(일본어: 風浪宮 후로구[*])는 후쿠오카현 오카와시에 위치한 신토이다.